# Coresthetopsis proxima
Coresthetopsis proxima là một loài bọ cánh cứng trong họ Cerambycidae.